# Viktor Sanjejev
Viktor Danilovitsj Sanjejev (Russisch: Ви́ктор Дани́лович Сане́ев) (Soechoemi, 3 oktober 1945 – Sydney, 3 januari 2022) was een Sovjet-Russisch/Georgisch atleet, die gespecialiseerd was in het hink-stap-springen. Hij was een van de beste hink-stap-springers uit de geschiedenis. Hij werd driemaal op rij olympisch kampioen, achtmaal Europees kampioen, veelvoudig kampioen van de Sovjet-Unie en verbeterde driemaal het wereldrecord. Op internationale wedstrijden kwam hij uit voor de Sovjet-Unie. Hij nam in totaal deel aan vier Olympische Spelen waarop hij, naast de reeds genoemde drie gouden, ook nog een zilveren medaille veroverde.

## Biografie

### Jeugd
Sanjejev is afkomstig uit een arm gezin. Zijn vader, die gehandicapt en verlamd was, stierf toen zoon Viktor vijftien jaar oud was. Op zijn veertiende begon deze op de kostschool met atletiek, waarbij hij zich in eerste instantie toelegde op het hoogspringen. Zes jaar later schakelde hij op advies van zijn trainer over op het hink-stap-springen. In 1963 werd hij op dit onderdeel derde op de Spartakiade voor schooljeugd in de Sovjet-Unie. Zijn eerste internationale medailles veroverde hij in 1964 op de Europese Jeugdspelen, voorloper van de Europese kampioenschappen U20, die in Warschau plaatsvonden. Hij behaalde daar zilver bij zowel het hink-stap-springen als het verspringen.

### Gymnastiek als hulpmiddel
In de jaren die volgden ontwikkelde Sanjejev zich via een beste jaarprestaties van 15,78 m in 1965 naar 15,80 m in 1966. Daarna leek het er even op dat zijn carrière in de knop werd gebroken. Hij kreeg artrose- en ischiasklachten, een typisch hink-stap-springers euvel. De Sovjet-atleet vocht zich echter terug door zoveel aan gymnastiek te gaan doen, dat hij zijn oefeningen ten slotte kon dromen. In 1967 zaten zijn prestaties echter weer flink in de lift, getuige de verbetering van zijn PR naar 16,67.

### Olympisch kampioen met een wereldrecord
Daarna volgde zijn grote doorbraak. In 1968 veroverde Sanjejev eerst zijn allereerste nationale titel, waarna hij op de Olympische Spelen in Mexico in oktober voor de eerste keer olympisch kampioen hink-stap-springen werd. Gemakkelijk veroverde de Sovjet-Rus deze titel echter allerminst. Reeds in de kwalificatieronde had de Italiaan Giuseppe Gentile 17,10 voor zich laten optekenen, een verbetering van het wereldrecord van 17,03 uit 1960. In de finale deed Gentile er nog een schepje bovenop, want bij zijn eerste poging landde hij zelfs na 17,22. Sanjejev pareerde in de derde ronde met 17,23, het derde wereldrecord van de wedstrijd. Daarmee leek het pleit beslecht. In de voorlaatste ronde was daar echter ineens de Braziliaan Nelson Prudêncio met 17,27, het vierde wereldrecord op rij. Het tergde Sanjejev blijkbaar dermate, dat die er in zijn laatste poging definitief 17,39 van maakte, het vijfde en laatste wereldrecord van deze serie. Ten opzichte van het record voorafgaand aan de Spelen was er dus sprake van een aanzienlijke verbetering met 36 cm.

### Succesreeks
Die gouden olympische medaille was de start van een ongeëvenaarde succesreeks: op de Olympische Spelen prolongeerde Sanjejev in 1972 en 1976 zijn olympische titel, op de Europese kampioenschappen werd hij kampioen hink-stap-springen in 1969 en 1974 en op de Europese indoorkampioenschappen veroverde hij tussen 1970 en 1977 zelfs zes keer goud. Ook op de Universiade was hij in 1970 de beste hink-stap-springer en in eigen land veroverde hij tussen 1968 en 1978 niet minder dan twaalf nationale titels. Het wereldrecord, dat hij intussen was kwijtgeraakt aan de Cubaan Pedro Pérez, die er in 1971 17,40 van had gemaakt, heroverde hij een jaar later bij een wedstrijd in zijn woonplaats Sorchoemi met een sprong van 17,44.
De enkele keren dat Sanjejev in een wedstrijd werd verslagen, eindigde hij vrijwel altijd als tweede, zoals op de Spelen van 1980 in Moskou, waar hij achter zijn landgenoot Jaak Uudmäe (goud met 17,35) het zilver veroverde met 17,24. Het was zijn laatste grote prestatie.

### Emigratie naar Australië
Zijn palmares leverde Sanjejev in het Russische leger een promotie tot kolonel op. Na het uiteenvallen van de Sovjetunie en het uitbreken van een burgeroorlog in Georgië vertrok hij naar Australië. Hij woonde in Sydney zonder plannen ooit nog naar zijn geboorteland Georgië terug te keren. Hij werkte er als docent en als trainer.
In 2013 werd Sanjejev opgenomen in de IAAF Hall of Fame.
Viktor Sanjejev overleed aan een hartaanval op 3 januari 2022 in Sydney op 76-jarige leeftijd.

## Titels
- Olympisch kampioen hink-stap-springen - 1968, 1972, 1976
- Europees kampioen hink-stap-springen - 1969, 1974
- Europees indoorkampioen hink-stap-springen - 1970, 1971, 1972, 1975, 1976, 1977
- Universitair kampioen hink-stap-springen - 1970
- Sovjet-kampioen hink-stap-springen - 1968, 1969, 1970, 1971, 1973, 1974, 1975, 1978
- Sovjet-indoorkampioen hink-stap-springen - 1971, 1972, 1973, 1976

## Wereldrecords
| Afstand (m) | Datum      | Plaats      |
| ----------- | ---------- | ----------- |
| 17,23       | 17.10.1968 | Mexico-Stad |
| 17,39       | 17.10.1968 | Mexico-Stad |
| 17,44       | 17.10.1972 | Soechoemi   |

## Prestatieontwikkeling
| jaar | prestatie  |
| ---- | ---------- |
| 1964 | 15,78      |
| 1965 | 15,80      |
| 1966 | ----       |
| 1967 | 16,67      |
| 1968 | 17,39 (WR) |
| 1969 | 17,15      |
| 1970 | 17,34      |
| 1971 | 17,29      |
| 1972 | 17,44 (WR) |
| 1973 | 17,12      |
| 1974 | 17,23      |
| 1975 | 17,33      |
| 1976 | 17,29      |

## Palmares

### verspringen
- 1964:  Europese Jeugdspelen te Warschau – 7,42 m

### hink-stap-springen
- 1964:  Europese Jeugdspelen – 15,71 m
- 1968:  Sovjet-kamp. – 16,48 m
- 1968:  OS – 17,39 m (WR)
- 1969:  Sovjet-kamp. – 16,64 m
- 1969:  EK te Athene – 17,34 m
- 1969:  Europacup fin. te Kiev - 16,67 m
- 1970:  EK indoor – 16,95 m
- 1970:  Sovjet-kamp. – 16,86 m
- 1970:  Universiade te Turijn – 17,22 m
- 1971:  Sovjet-indoorkamp. – 16,93 m
- 1971:  EK indoor te Sofia – 16,83 m
- 1971:  Sovjet-kamp. – 17,16 m
- 1971:  EK te Helsinki – 17,10 m (+ RW)
- 1972:  Sovjet-indoorkamp. – 16,94 m
- 1972:  EK indoor te Grenoble – 16,97 m
- 1972:  OS – 17,35 m
- 1973:  Sovjet-indoorkamp. – 16,77 m
- 1973:  Sovjet-kamp. – 16,86 m
- 1973:  Universiade te Moskou – 17,00 m
- 1973:  Europacup fin. te Glasgow - 16,90 m
- 1974: 10e EK indoor – 15,34 m
- 1974:  Sovjet-kamp. – 17,05 m
- 1974:  EK te Rome – 17,23 m
- 1975:  EK indoor – 17,01 m
- 1975:  Sovjet-kamp. – 17,33 m
- 1976:  Sovjet-indoorkamp. – 17,16 m
- 1976:  EK indoor – 17,10 m
- 1976:  OS – 17,29 m
- 1977:  EK indoor – 16,65 m
- 1978:  Sovjet-kamp. – 17,03 m
- 1978:  EK te Praag – 16,93 m
- 1980:  OS – 17,24 m

## Onderscheidingen
- IAAF Hall of Fame - 2013

1896: James Connolly ·
1900: Meyer Prinstein ·
1904: Meyer Prinstein ·
1908: Tim Ahearne ·
1912: Gustaf Lindblom ·
1920: Vilho Tuulos ·
1924: Nick Winter ·
1928: Mikio Oda ·
1932: Chuhei Nambu ·
1936: Naoto Tajima ·
1948: Arne Åhman ·
1952: Adhemar da Silva ·
1956: Adhemar da Silva ·
1960: Józef Szmidt ·
1964: Józef Szmidt ·
1968: Viktor Sanjejev ·
1972: Viktor Sanjejev ·
1976: Viktor Sanjejev ·
1980: Jaak Uudmäe ·
1984: Al Joyner ·
1988: Christo Markov ·
1992: Mike Conley ·
1996: Kenny Harrison ·
2000: Jonathan Edwards ·
2004: Christian Olsson ·
2008: Nelson Évora ·
2012: Christian Taylor ·
2016: Christian Taylor ·
2020: Pedro Pablo Pichardo ·
2024: Jordan Díaz
- Gemeinsame Normdatei: 118605437
- World Athletics: 14348517
- Nationale Bibliotheek van Letland: 000313978
- Virtual International Authority File: 40171061